# Roy Bjørnstad
Roy Charles Bjørnstad, född 29 september 1925 i Oslo, död 25 november 2005, var en norsk skådespelare.
Bjørnstad scendebuterade 1945 på Folkteatern i Sverige. Senare var han knuten till Rogaland Teater, Trøndelag Teater och från 1978 Det norske teatret. Han var även frilansande skådespelare. Han filmdebuterade 1946 i Englandsfarare.

## Filmografi (urval)
- 1946 – Englandsfarare
- 1951 – Dei svarte hestane
- 1955 – Trost i taklampa
- 1961 – I faresonen
- 1966 – Svält
- 1974 – Den siste Fleksnes